# Березова Рудка (річка)
Бере́зова Ру́дка — річка в Полтавській області. Права притока річки Перевід. Тече територією Пирятинського району.
Тече через село Березова Рудка, де живить великий ставок і через систему каналів впадає у річку Перевід, праву притоку Удаю.